# 덕지천로
덕지천로(Deokjicheon-ro)는 충청남도 서산시 석남동 에서 해미면 옥거리교차로를 잇는 도로이다.

## 주요경유지
충청남도
- 서산시 (석남동 . 수석동 . 해미면)

## 노선
| 이름           | 접속 노선              | 소재지 | 소재지 | 비고 |
| -------------- | ---------------------- | ------ | ------ | ---- |
| (이름없음)     | 동헌로                 | 서산시 | 수석동 |      |
| (이름없음)     | 한마음5로              | 서산시 | 수석동 |      |
| 서중사거리     | 국도 제29호선 (서해로) | 서산시 | 수석동 |      |
| 세무서사거리   | 양열로                 | 서산시 | 석남동 |      |
| 남원교         |                        | 서산시 | 석남동 |      |
| 장동사거리     | 남부순환로             | 서산시 | 석남동 |      |
| 덕지천교       |                        | 서산시 | 석남동 |      |
|                | 해미면                 | 서산시 |        |      |
| 귀미교         |                        | 서산시 |        |      |
| 옥거리 교차로  | 국도 제29호선 (중앙로) | 서산시 |        |      |
| 남문2로와 직결 |                        |        |        |      |

## 주요 건물및 시설
- GS25 서산석남스타점 (덕지천로 30/석남동 9-7)
- GS25 서산석남점 (덕지천로 46/석남동 34-37)
- CU 서산석림사랑점 (덕지천로 65/석림동 747-5)
- 서산중학교 (덕지천로 90/석남동 57-1)
- 서림초등학교 (덕지천로 104/석남동 64-1)
- 한국수자원공사 서산권지사 (덕지천로 119/석림동 800-3)
- 오산초등학교 (덕지천로 436/오남동 305-6)